# Lagardère Active
Lagardère Active (Лагарде́р Акти́в) — французская медиакомпания, подразделение промышленной группы Lagardère. Выручка в 2013 году — 3,745 млрд евро. В её ведении на тот момент находились, среди прочего, журналы «Elle» и «Paris Match», радиостанции «Europe 1» и «RFM», телеканалы «MCM», «Mezzo», «Canal J», «TiJi» и «Gulli», а также веб-сайт «Doctissimo».
По состоянию на 2013 год компания Lagardère Active со своими тремя детскими каналами — Canal J, TiJi и Gulli, — доля аудитории в возрасте от 4 до 10 лет которых в сумме составила по опубликованным в июне 2013 года данным 11,4 %, была лидером в области детского вещания во Франции, занимая 34 % рынка.

## Активы
Список на 2013 год.

### Радиостанции
- Europe 1
- RFM
- Virgin Radio

### Телеканалы
- MCM
- MCM Top
- Mezzo
- Mezzo Live HD
- Canal J
- Tiji
- June
- Gulli
- Virgin Radio TV
- RFM TV

### Журналы
- Elle
- Paris Match

## Руководство
По состоянию на 2006 год директором (CEO) детского подразделения был Эммануэль Гилбар

## Сайты
- Doctissimo